# Centrul istoric (cartier în Constanța)
Centrul istoric este un cartier din Constanța, fără existanță administrativă, limitat de strada Duca, bulevardul Mamaia și prelungirea Bucovinei. Corespunde cu întinderea Constanței în 1900. Cuprinde „Peninsula” unde este concentrată toată istoria antică și medievală a orașului. Aceasta este în mod curent socotită ca înglobând partea din Constanța situată între mare, bd. Ferdinand, strada Mihai Viteazu și strada Termelor, perimetru care corespunde cu orașul antic Tomis, cu cetatea bizantină Constantiniana și cu localitatea otomană Küstence (Chiustenge).
Aici se află vestigiile arheologice antice (printre care marele edificiu cu mozaic), medievale (temeliile farului zis  „Genovez”), precum și cele mai vechi construcții și monumente moderne din oraș (sec. XIX și XX) cum sunt cea mai veche biserică ortodoxă din oraș „Schimbarea la față”, cea mai veche biserică romano-catolică „Sf. Anton de Padova”, cea mai veche geamie „Hünkiyâr Cami”, cea mai veche sinagogă (pe str. C.A.Rosetti, azi părăginită), fosta primărie care adăpostește Muzeul de Istorie și Arheologie, statuia lui Ovidiu, Muzeul de Sculptură „Ion Jalea”, edificiul Cazinoului, Acvariul, „Amiralitatea” (comandamentul forțelor navale) și multe alte mărturii arhitectonice din istoria orașului, din păcate multe în paragină.

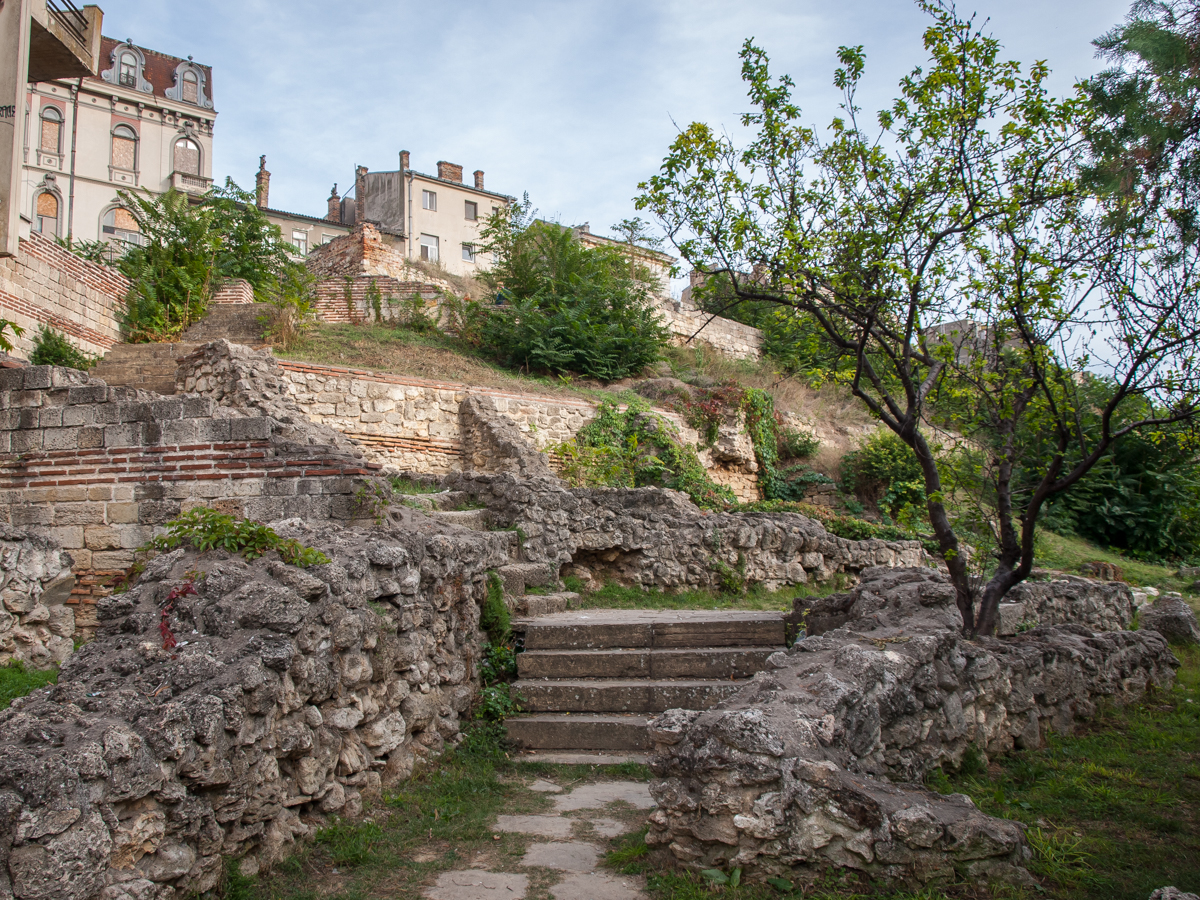
Băile greco-romane din Tomis, sub str. Termelor
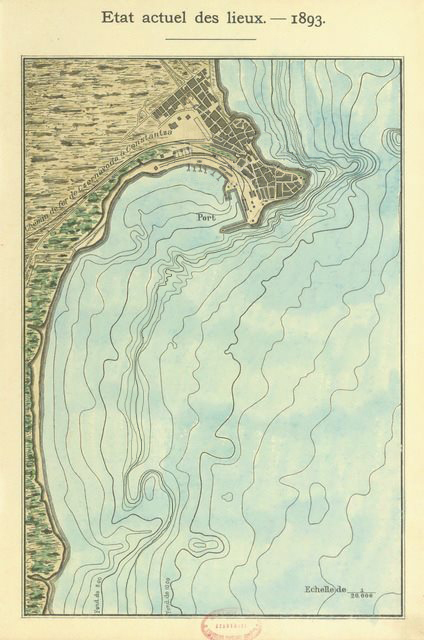
Constanța în 1893: acum „Centrul istoric”
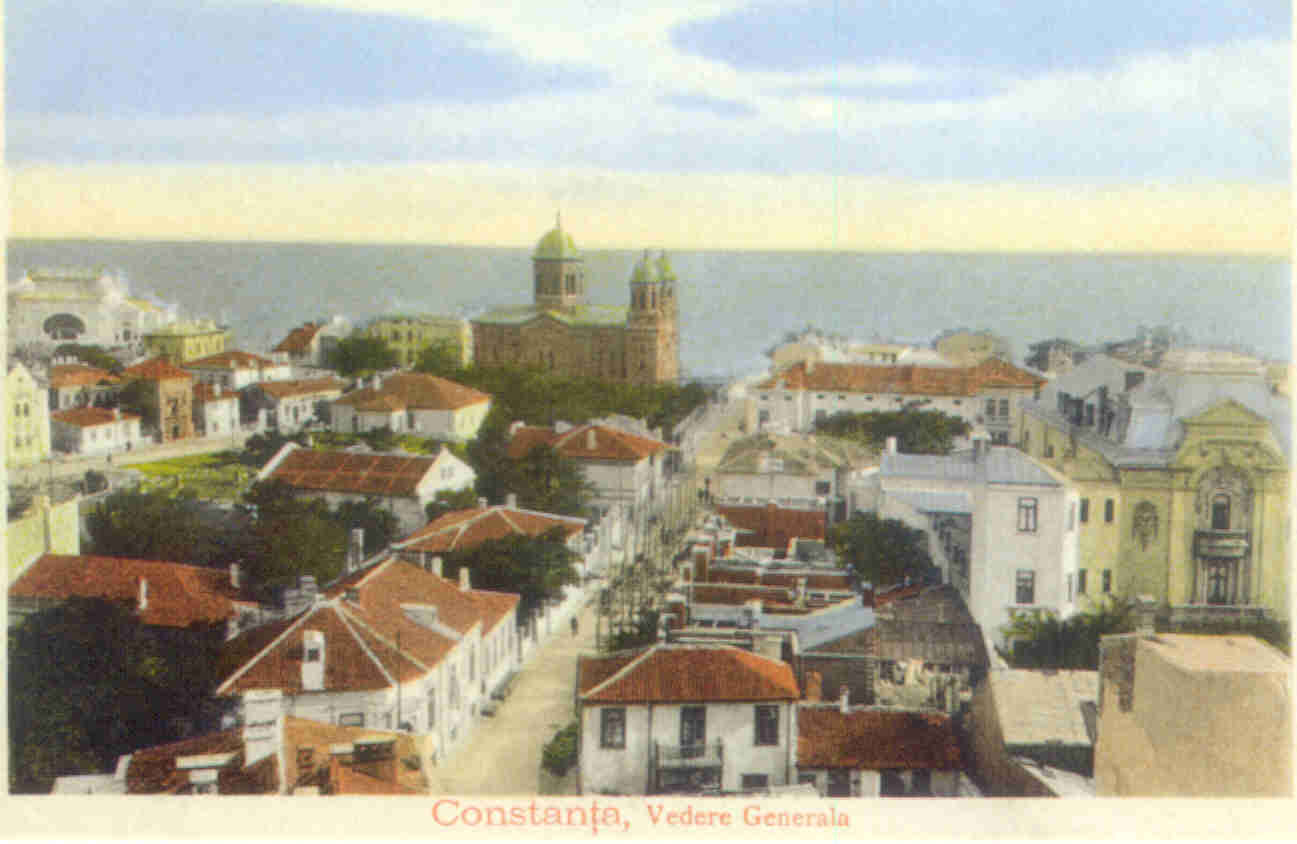
Vedere din Constanța în 1909
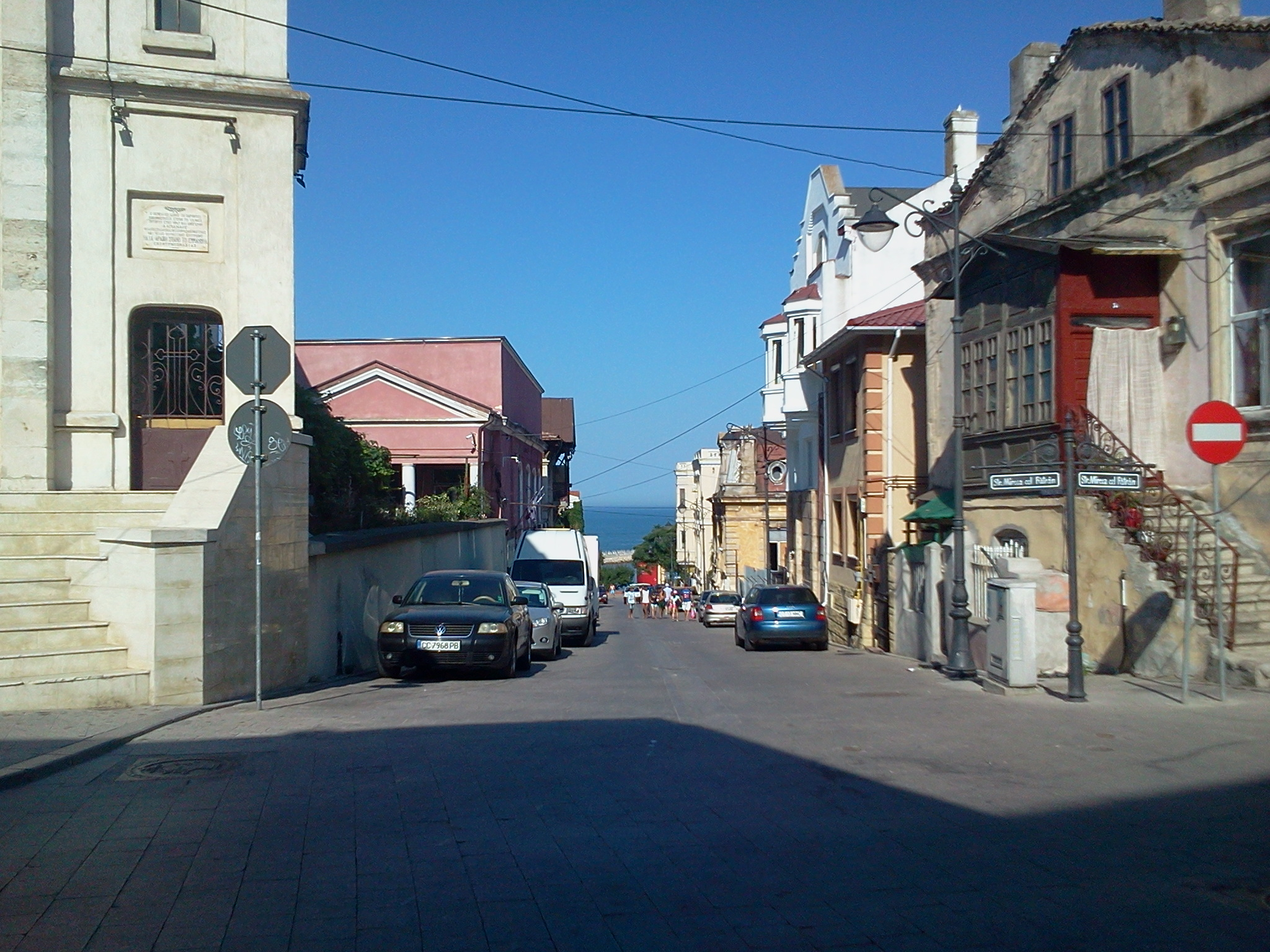
Strada Karatzalis, în peninsulă
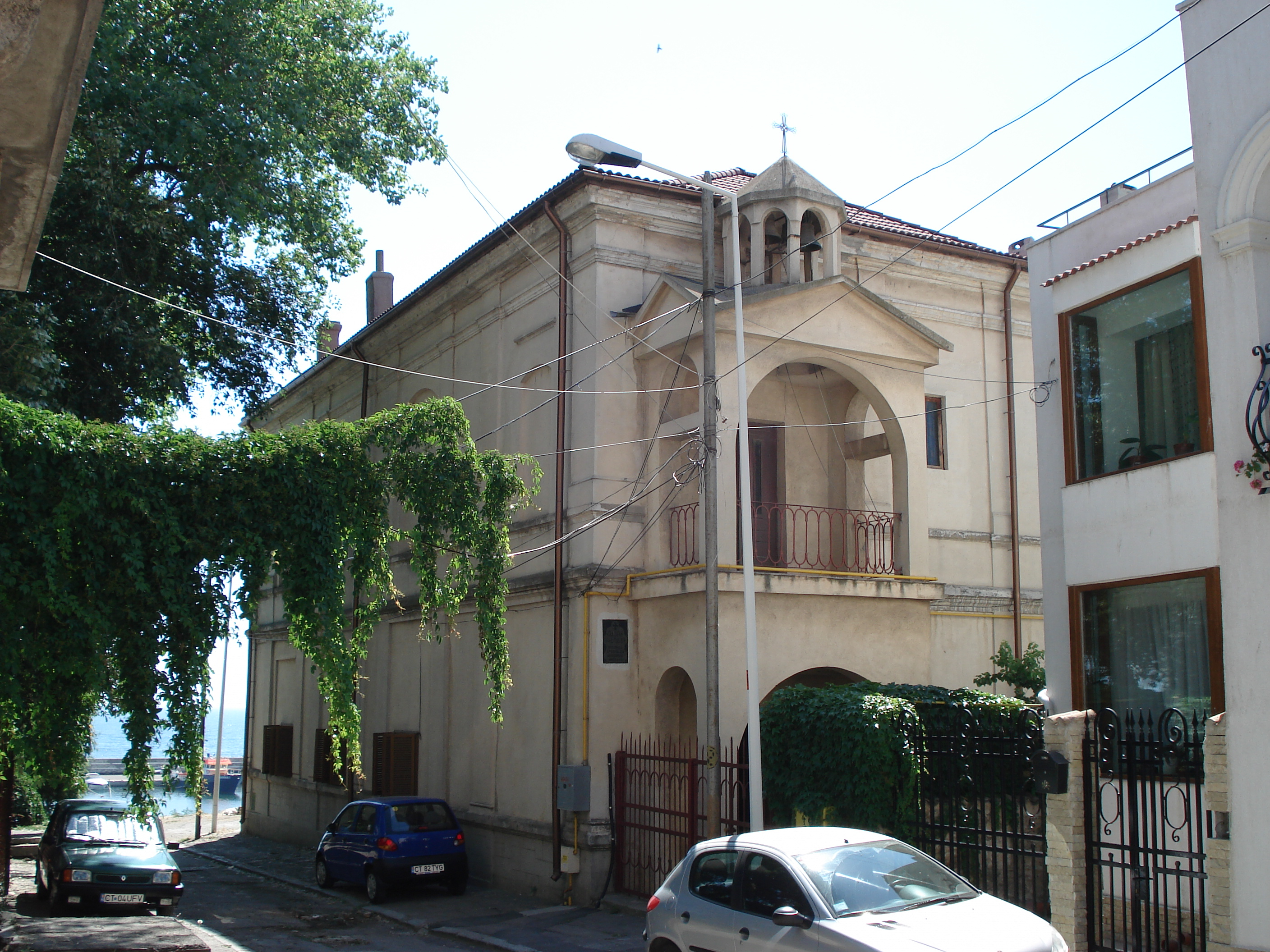
Biserica armenească, pe strada Callatis, în peninsulă
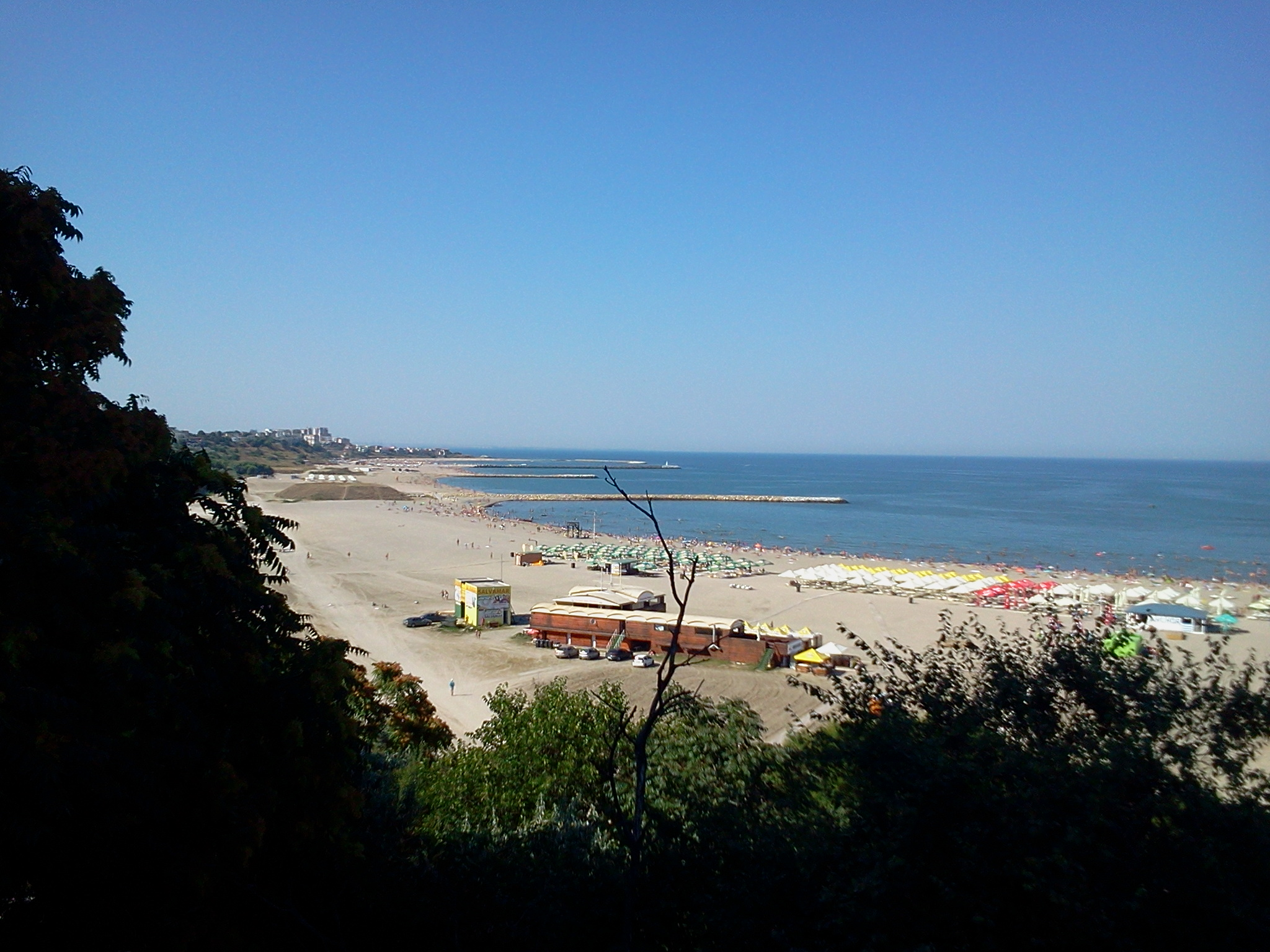
Plajele din dreptul Centrului istoric văzute din curtea bisericii „Schimbarea la față”
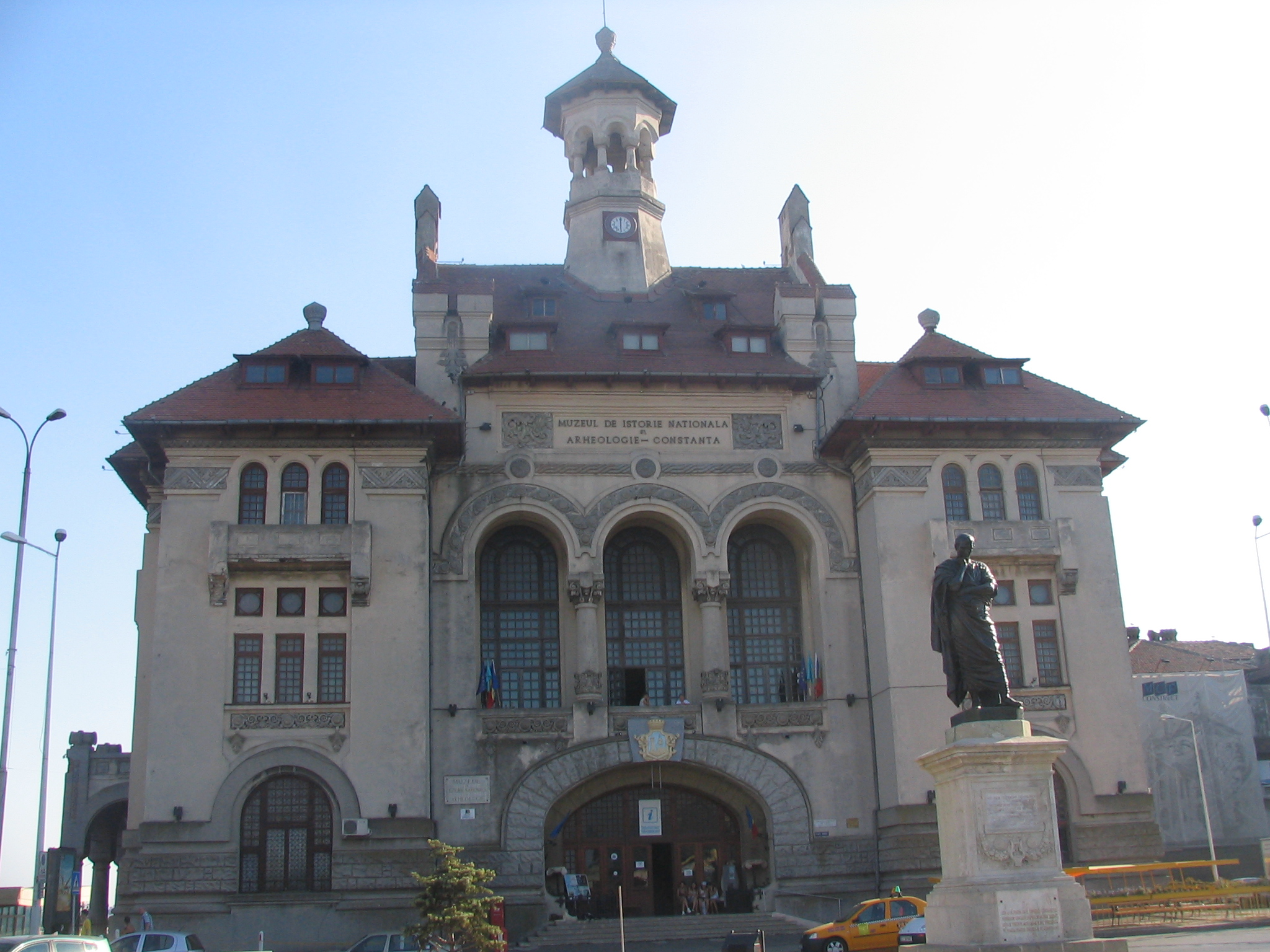
Muzeul de Istorie Naţională şi Arheologie
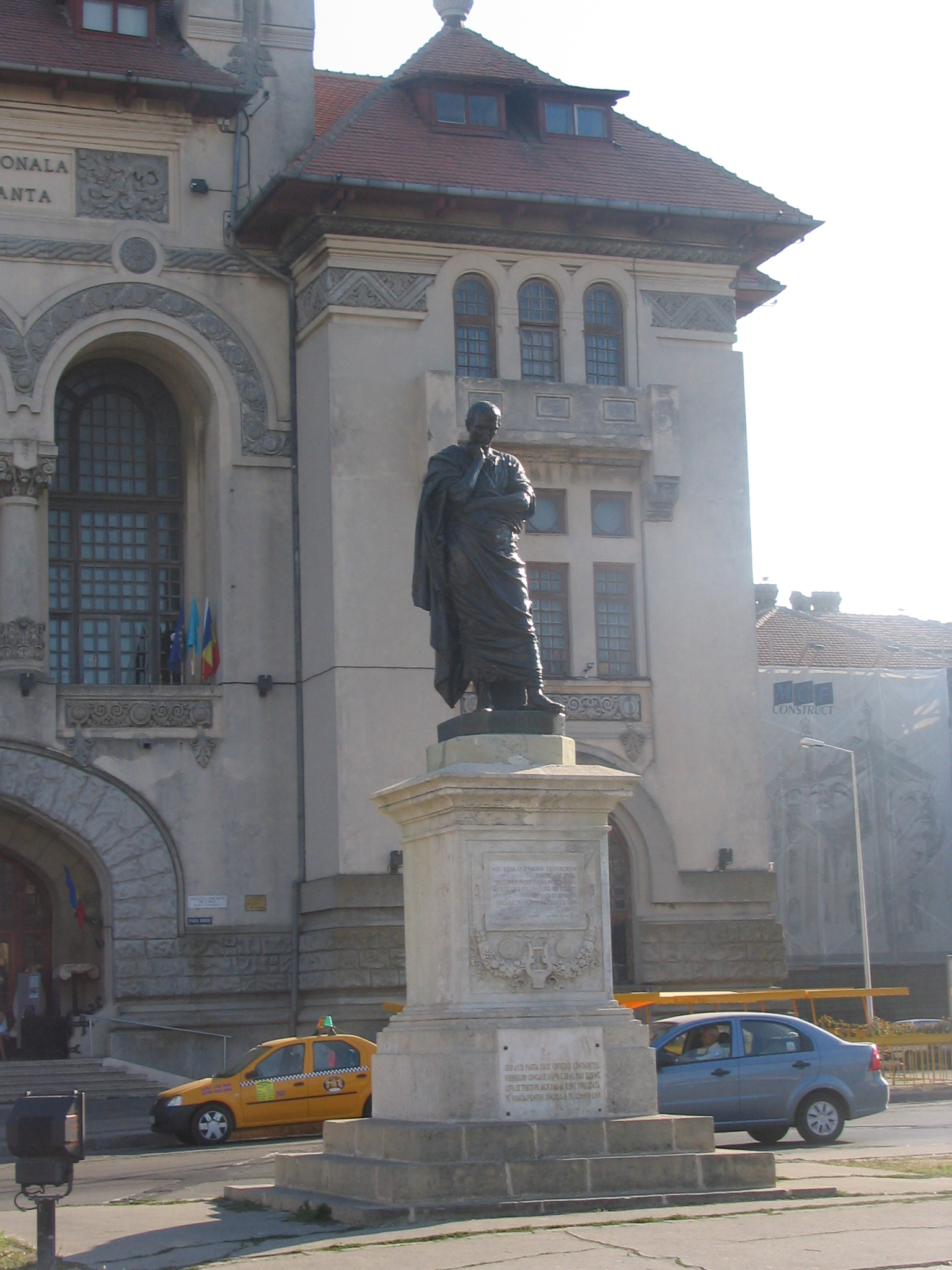
Statuia lui Ovidiu, în fața Muzeului de Istorie și Arheologie
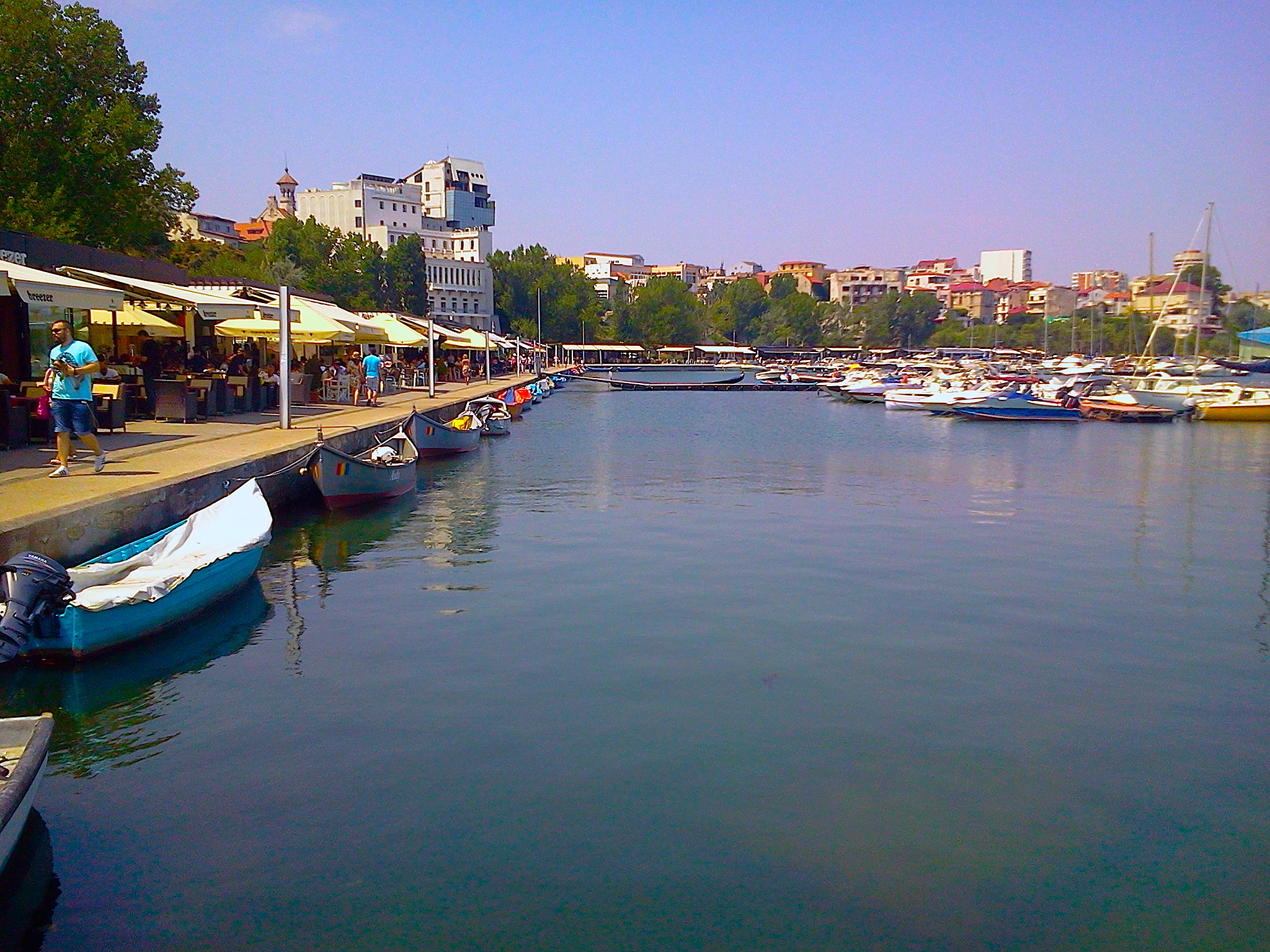
Portul turistic Tomis
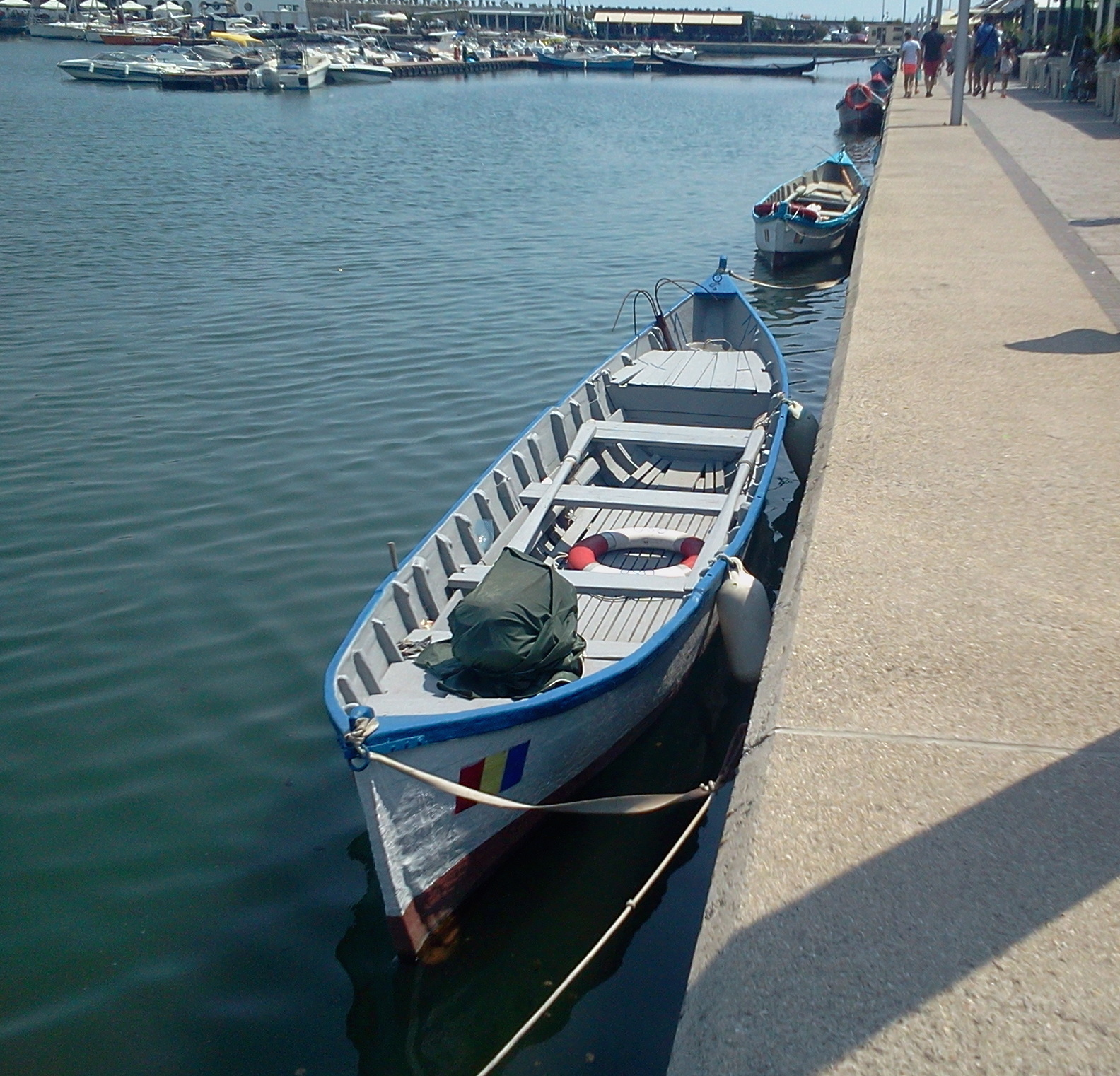
Lotci de pescuit în portul Tomis
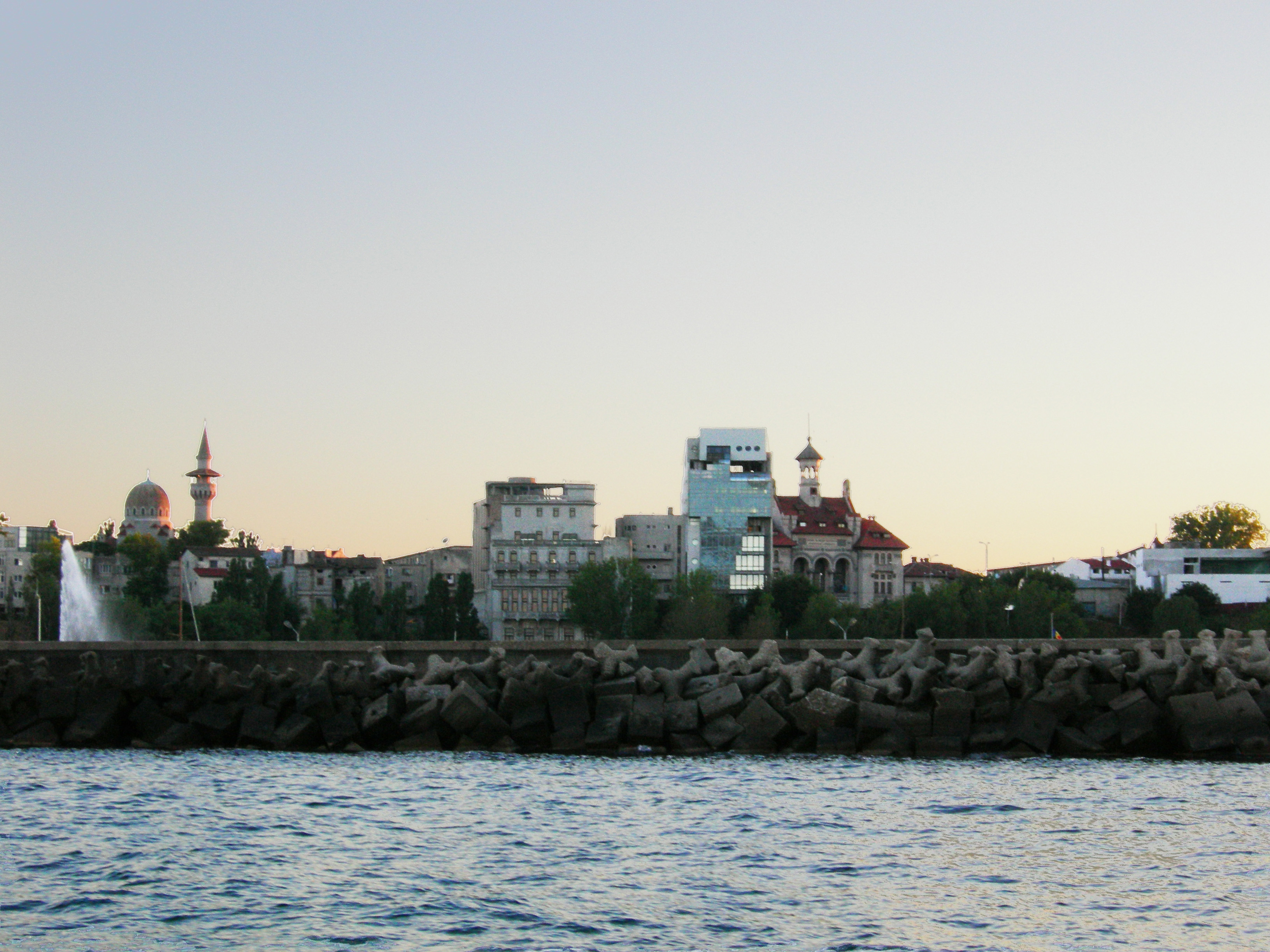
Centrul istoric văzut din răsăritul digului portului Tomis
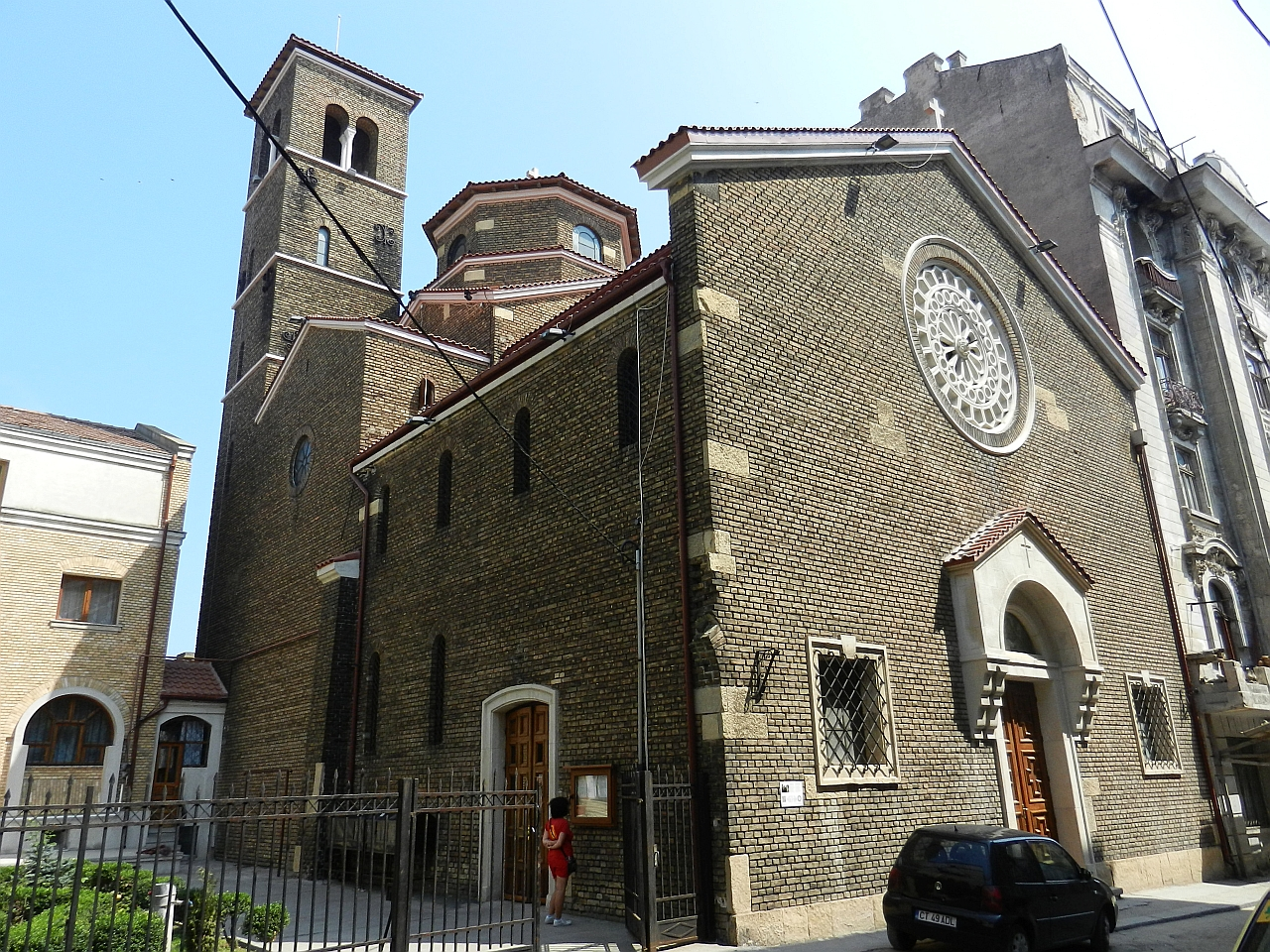
Biserica romano-catolică „Sf. Anton din Padova”
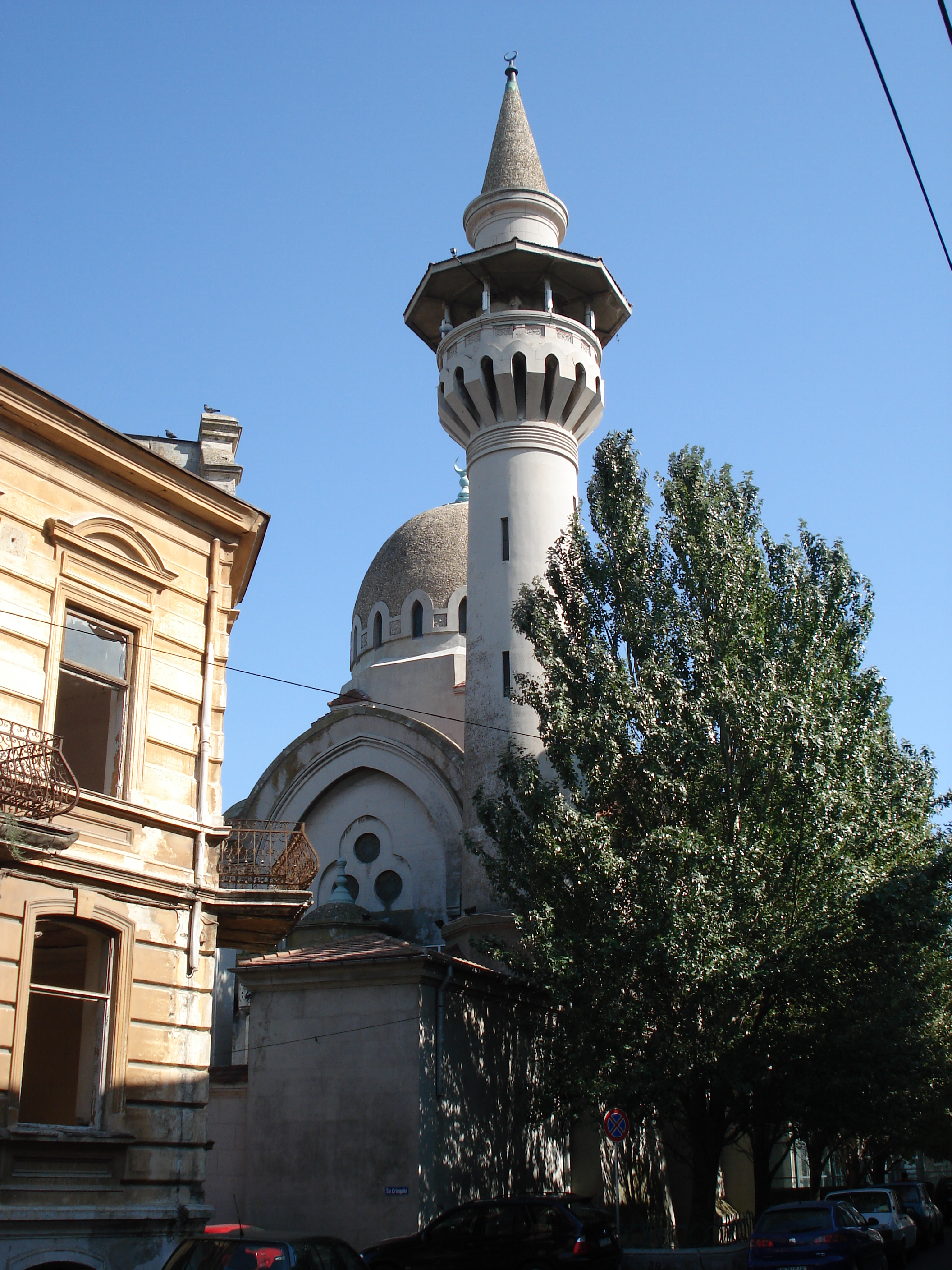
Marea Geamie „Carol I”
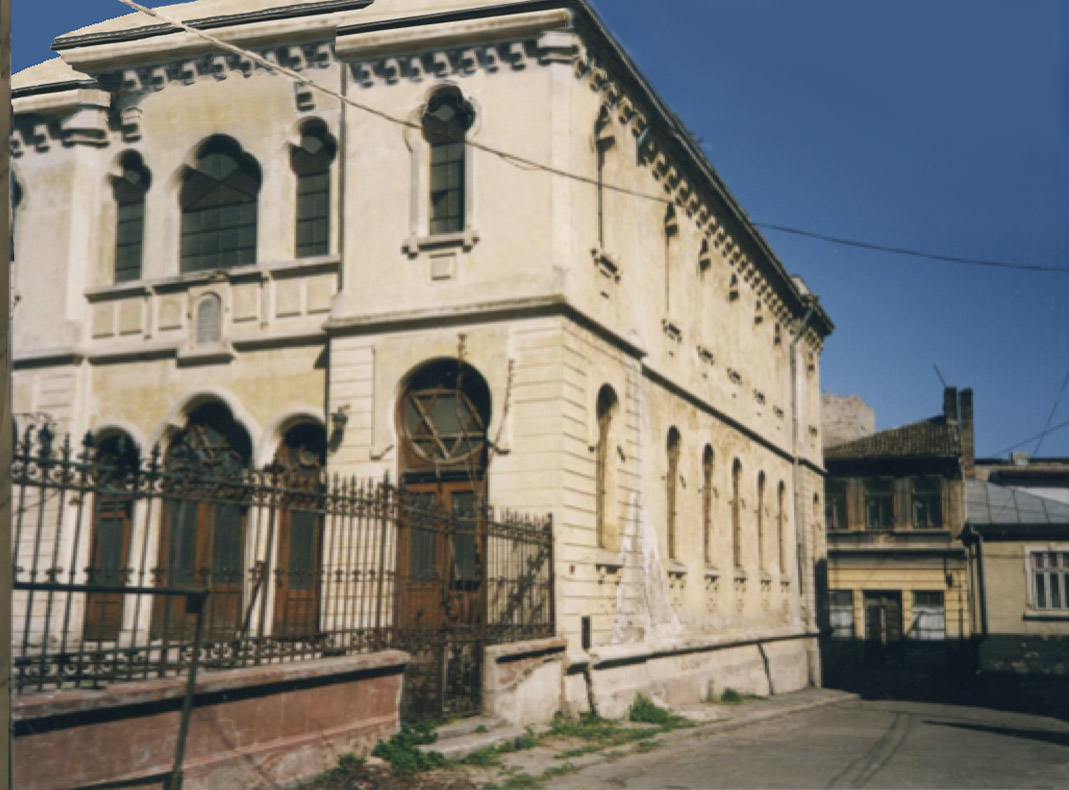
Vechea Sinagogă
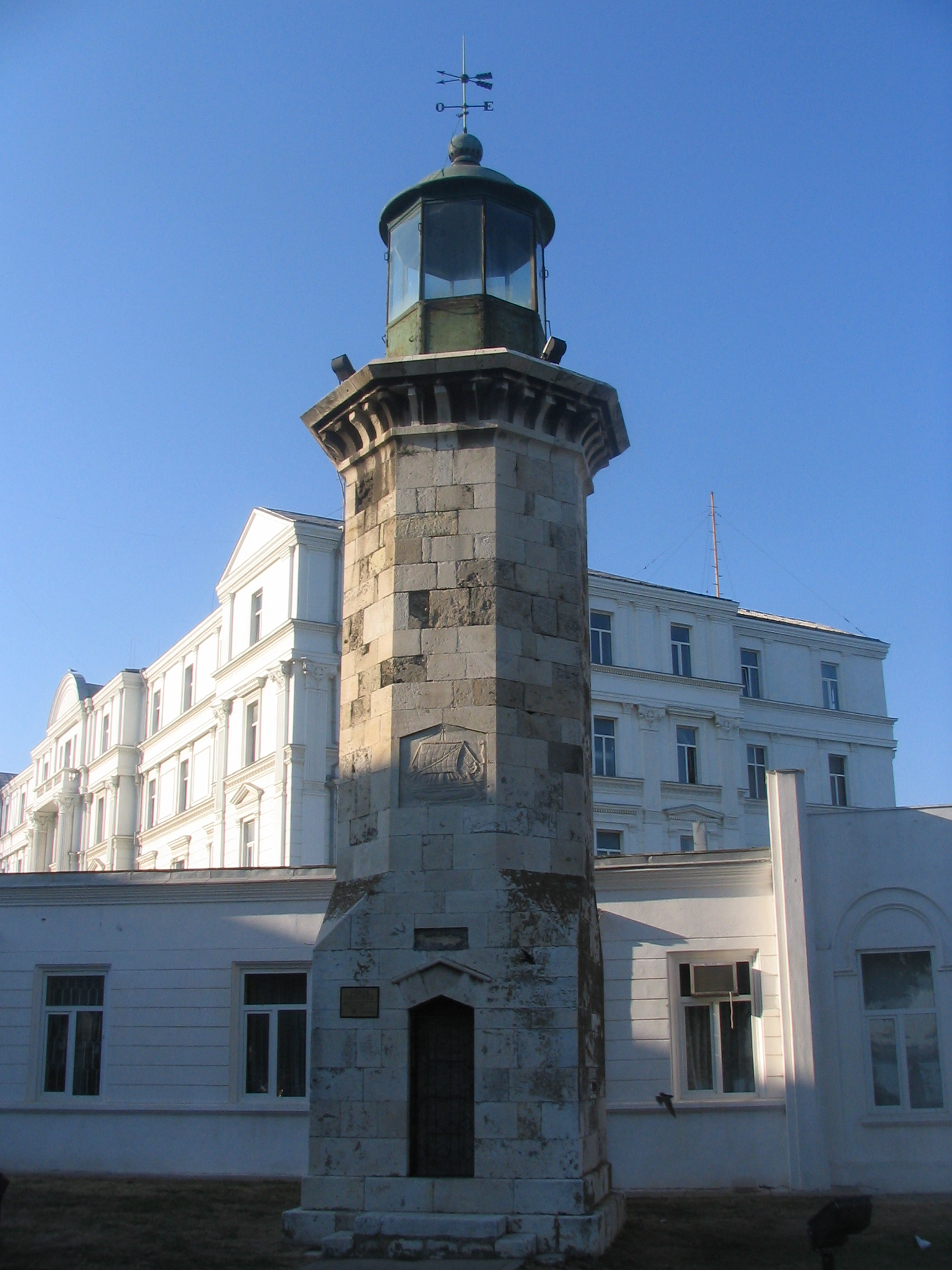
Farul zis „Genovez”, de fapt franco-englez
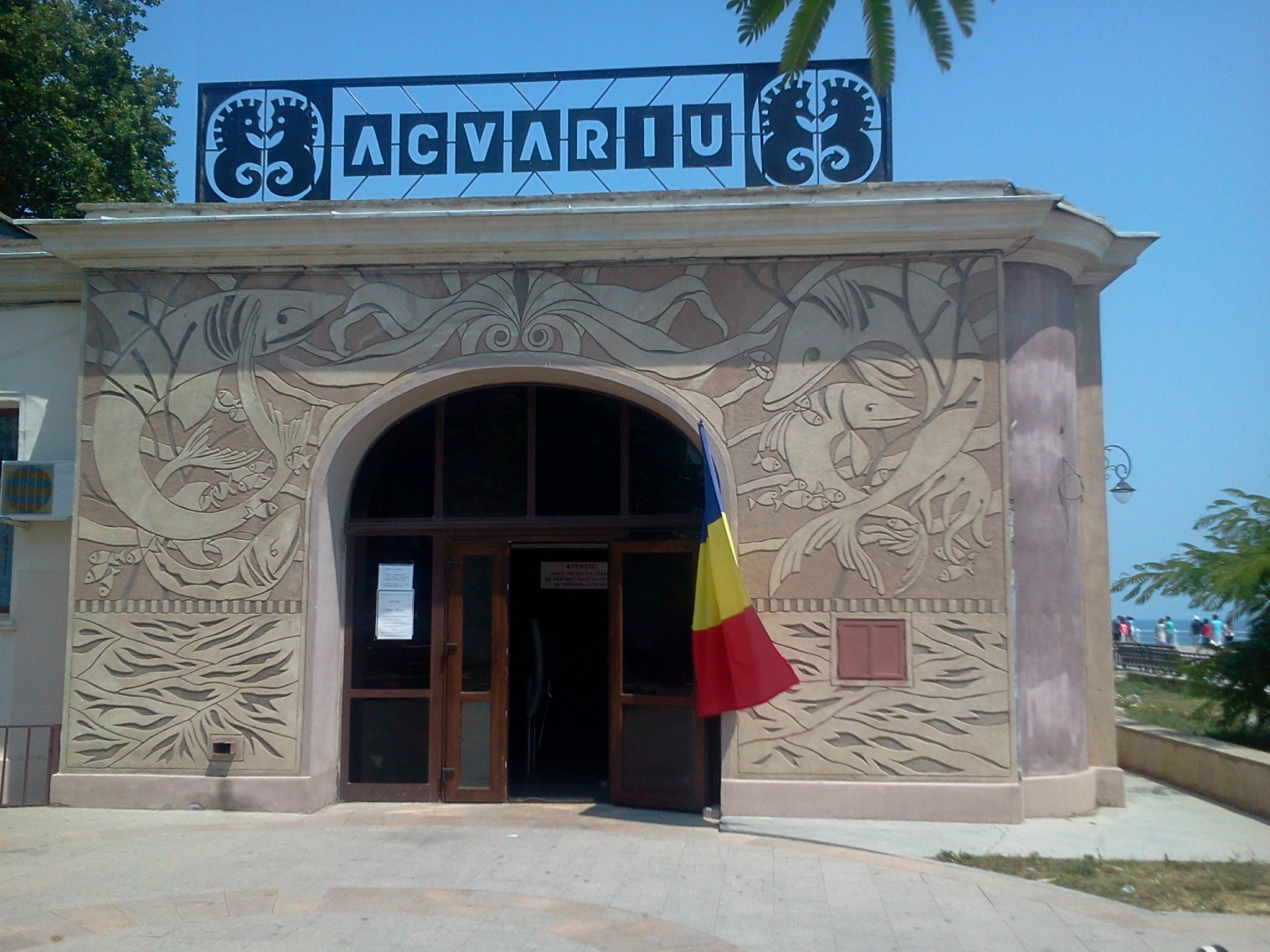
Acvariul
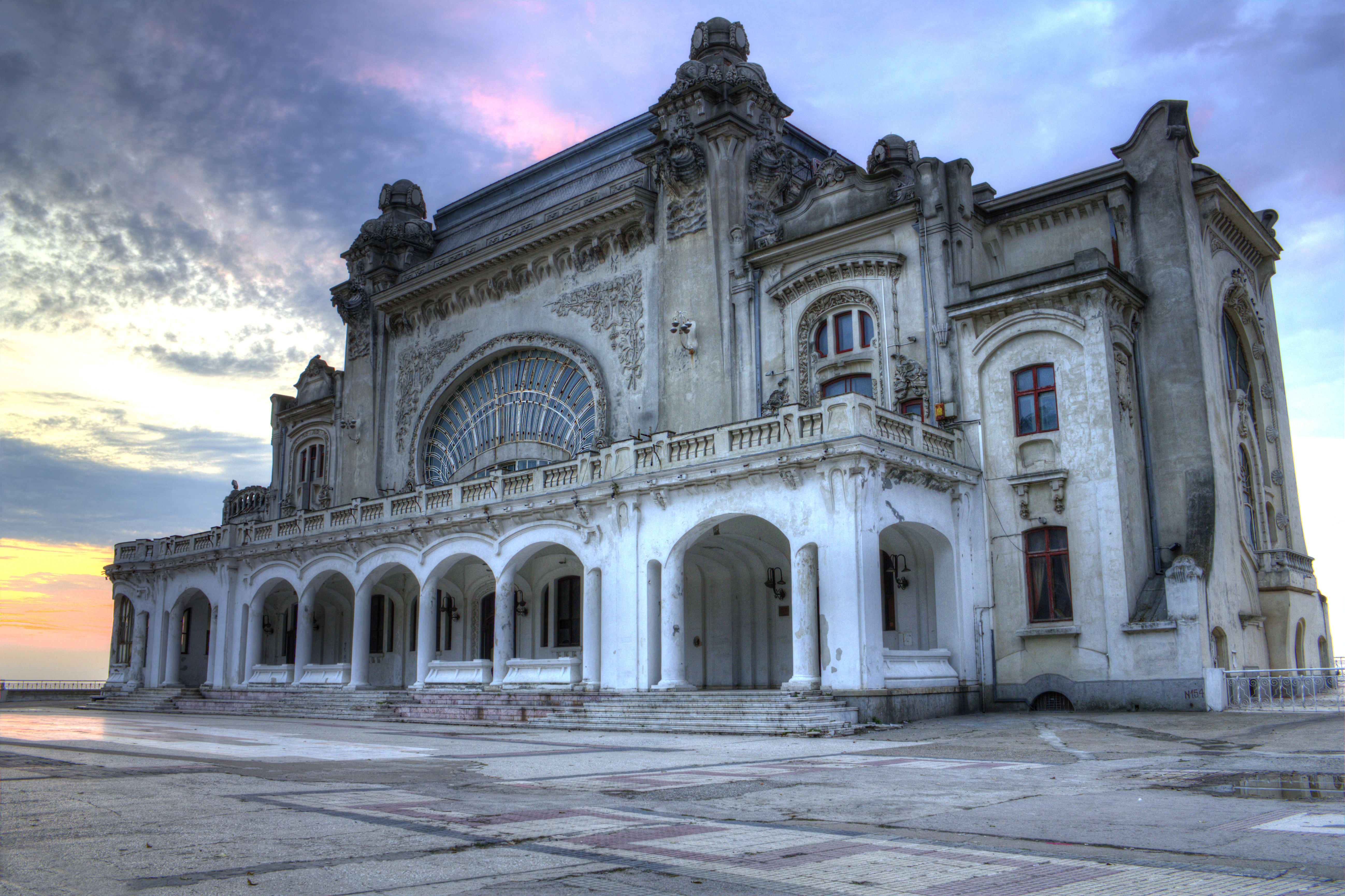
Cazinoul
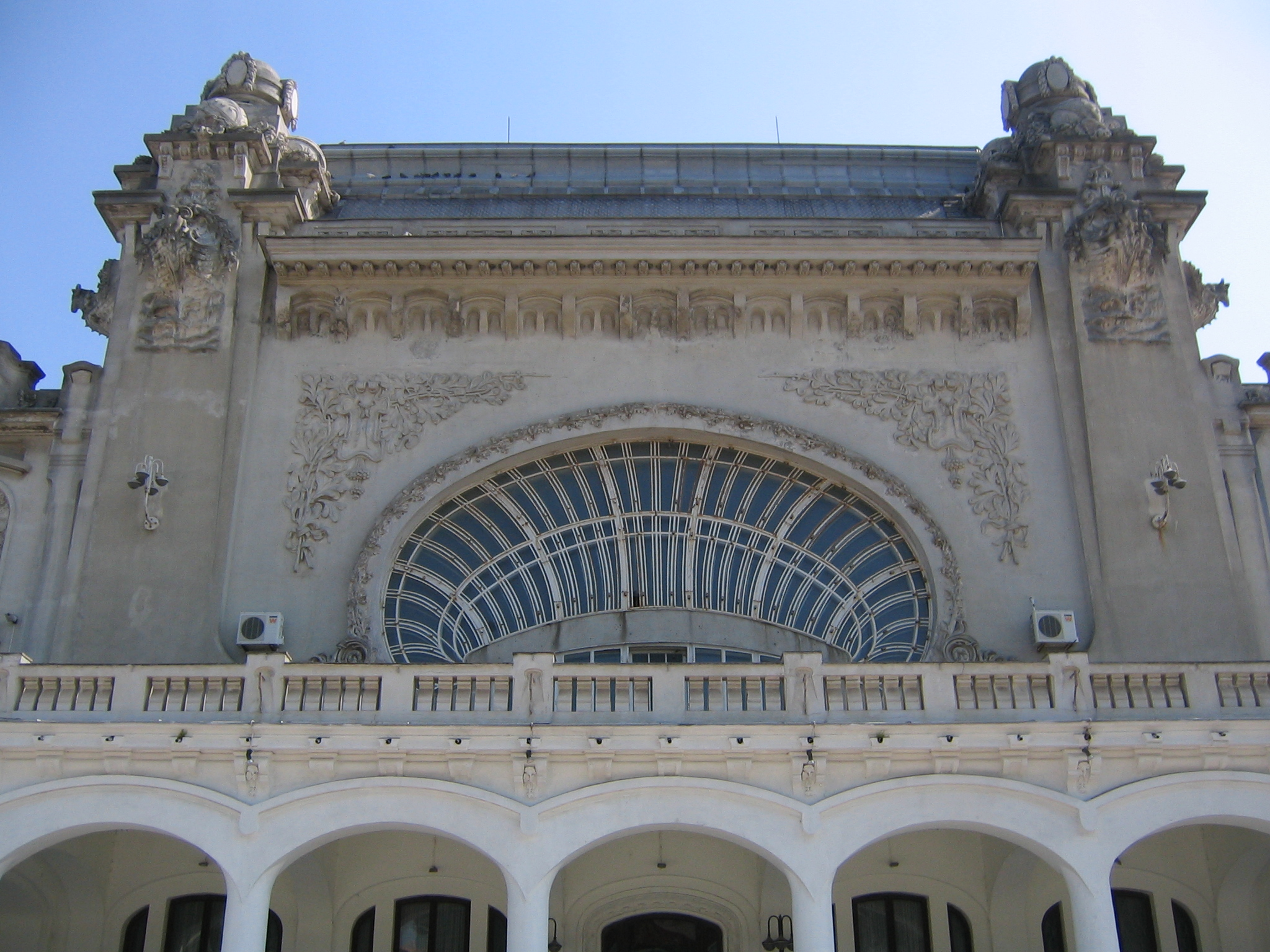
Fațada Cazinoului, astăzi (2018) în paragină
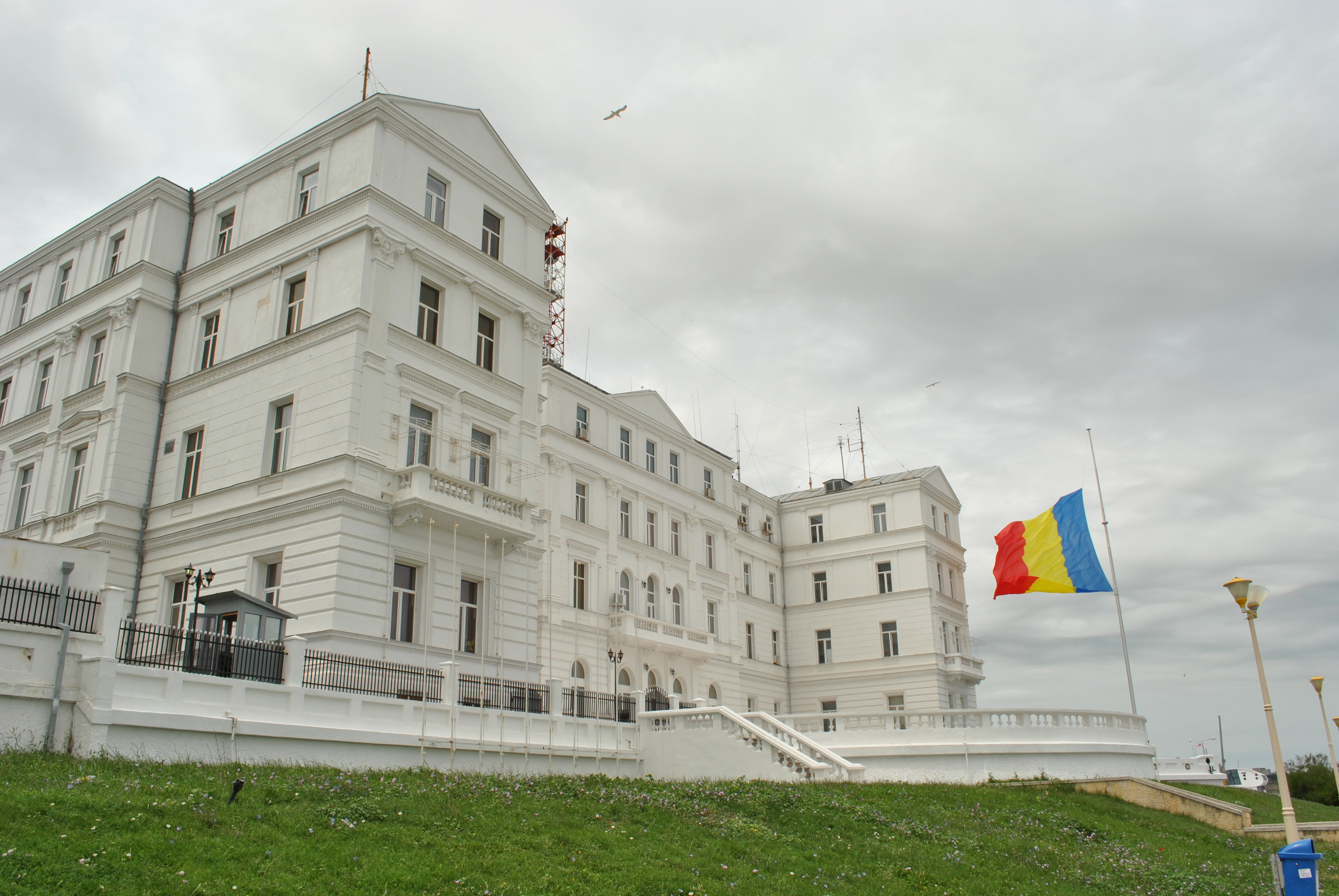
Comandamentul Forțelor navale române